# Helgösjön
Helgösjön är en sjö i Vallentuna kommun i Uppland och ingår i Åkerströms huvudavrinningsområde. Sjön har en area på 0,254 kvadratkilometer och ligger 1,5 meter över havet. Sjön avvattnas av vattendraget Åkersström (Långripan).

## Delavrinningsområde
Helgösjön ingår i det delavrinningsområde (661247-163509) som SMHI kallar för Nedlagd mätstation. Medelhöjden är 19 meter över havet och ytan är 3,88 kvadratkilometer. Räknas de 9 avrinningsområdena uppströms in blir den ackumulerade arean 238,57 kvadratkilometer. Avrinningsområdets utflöde Åkersström (Långripan) mynnar i havet. Avrinningsområdet består mestadels av skog (63 procent), öppen mark (11 procent) och jordbruk (19 procent). Avrinningsområdet har 0,25 kvadratkilometer vattenytor vilket ger det en sjöprocent på 6,5 procent.